# Woyzeck (film, 1994)
A Woyzeck 1994-ben bemutatott fekete-fehér magyar filmdráma, amit Szász János rendezett és írt. A történet Georg Büchner azonos című színdarabján alapul, a történet pedig egy váltóőr nem éppen átlagos életét mutatja be. A főszereplők közt megtalálható Kovács Lajos, Haumann Péter, Diana Văcaru, Alekszander Porohovcsikov és Gáspár Sándor. 
1994. február 24-én mutatták be a mozikban, és ez volt Magyarország nevezettje a 67. Oscar-gálára a legjobb idegen nyelvű film kategóriájában, de végül nem jelölték a díjra.

## Cselekmény
Woyzeck, a váltóőr a sínek melletti bódéban éli életét. Ott az Orvos folyamatos kísérletek alatt tartja, többek közt mindennap borsót etet vele. Emellett a Kapitányt is mindennap meg kell nyírnia, aki mindennap hangszórókon keresztül irányítja őt. Woyzeck felesége és gyermeke anyja Mari, aki azonban félrelép a Rendőrrel, így Woyzeck többé nem megy haza. Azonban amikor a Kapitány és az Orvos is ezt sulykolják bele, végül elhatározza magát, és elmegy a feleségéért, hogy véget vessen a dolgoknak.

## Szereplők
- Woyczek (Kovács Lajos)
- Orvos (Haumann Péter)
- Mari (Diana Văcaru)
- Mari hangja (Igó Éva)
- Kapitány (Alekszander Porohovcsikov)
- Kapitány hangja (Reviczky Gábor)
- Rendőr (Gáspár Sándor)
- Fiú (Varga Sándor)

## Díjak, elismerések
- Bergamo Film Meeting (1994)
  - díj: Ezüst Rózsa
- Valladolid Nemzetközi Filmfesztivál (1994)
  - díj: Legjobb operatőr díj – Máthé Tibornak
- Chicago Nemzetközi Filmfesztivál (1994)
  - díj: Arany Plakett
- Európai Filmakadémia (1994)
  - díj: Félix-díj
- Szocsi Nemzetközi Filmfesztivál (1994)
  - díj: Második díj (megosztva)
- Európai Filmdíj (1994)
  - díj: Legjobb európai felfedezett – Szász János
- Thesszaloniki Nemzetközi Filmfesztivál (1994)
  - díj: Legjobb rendező – Szász János
- Bydgoszcz Camerimage (1994)
  - díj: Arany Béka-díj – Máthé Tibornak
- Magyar Filmszemle (1994)
  - díj: fődíj – Szász János
  - díj: Gene Moskowitz-díj[1]
- Strasbourg Európai Filmek Fóruma (1995)
  - díj: nagydíj
- Magyarország nevezése a 67. Oscar-gálára legjobb idegen nyelvű film kategóriájában (1994)